# Soonda
Soonda es una localidad del municipio-isla de Muhu en el condado de Saare, Estonia, con una población censada a final del año 2011 de 23 habitantes. 
Se encuentra ubicada en la parte norte del golfo de Riga (mar Báltico), entre la isla de Saaremaa, al oeste, y la Estonia continental, al este.
Entre los siglos XIII y XX, Saarenaa y Muhu fueron gobernadas por los Caballeros Portaespadas alemanes, el obispo de Haapsalu, los daneses, los suecos y Rusia. Desde 1990 pertenecen al estado de Estonia.